# 遠山一郎
遠山 一郎（とおやま いちろう、1937年 - ）は、日本の言語学者。ラテン語専攻。専門は「ラテン語動詞論」「ラテン語の語順」「THEMA－RHEMA」。早稲田大学文学学術院名誉教授。日仏ギリシア・ローマ学会会長。

## 来歴
東京生れ（祖先は信州伊那遠山郷出身）。
若年よりフランス詩文の研鑽を重ね、1960年「ステファヌ・マラルメについて」の卒業論文をもって早稲田大学文学部仏文学科卒業、1969年「ラテン語の動詞組織について」の修士論文をもって早稲田大学大学院文学研究科修士課程修了。1978年早稲田大学大学院文学研究科博士課程中退。1970年 - 1978年パリ第Ⅳ大学－ソルボンヌラテン語研究科（フランス政府給費留学生）に在籍。ジャン・コラール、ギー・セルバ両教授の許でラテン語学を研究する。帰国後、早稲田大学文学部仏文学科に教授として招聘、同大学文学学術院教授となり、2007年3月定年退職。

## 著作
- ロマンス語学年表　1985年
- 公開講座・ロマンス語　1992年

### 翻訳
ジャクリーヌ・ダンジェル『ラテン語の歴史』高田大介共訳. 白水社 (文庫クセジュ) 2001.9

## 論文
- ラテン語動詞前接辞について：habereと分詞－to－の機能 [Rôle du préverve latin dans l'expression de havere avec participe en -to-]　1978年
- ラテン語完了迂言法の発達　Ⅰ／Ⅱ　1978年 - 1979年
- フランス語の動詞前接辞　com－について　1986年
- ラテン語動詞前接辞　com－について [Préverve latin com-]　1991年
- ラテン語動詞前接辞　com－　（プラウトゥスにおける～）　1992年
- 与格の三つの意味価について　　1995年
- Jules　MAROUZEAU　（研究社「英語学人名辞典」辞書項目）　1995年
- ラテン語の語順について [Sur l'ordre des mots en latin]　　　2002年
- ラテン語と日本語の対照言語学からみたラテン語の語順[Sur l'ordre des mots en latin-Etude de linguistique contrasive latin/japonais]　2003年
- ラテン語動詞組織における　mihi　videor　の言語表現 [Le tour mihi uideor:sa position dans la système verbal latin]　2006年
- ラテン語動詞組織における　mihi　videor　（je　crois）の地位 [Le tour mihi uideor "je crois" :sa position dans la système verbal latin]　2007年